# Tomáš Franek
Tomáš Franek (ur. 10 maja 1994 w Novym Borku) – czeski hokeista.

## Kariera
- HC Oceláři Trzyniec U18 (2008-2012)
- HC Oceláři Trzyniec U18 (2009-2010)
- HC Oceláři Trzyniec U20 (2011-2015)
  -  HC Frýdek-Místek (2013-2018)
  -  LHK Jestřábi Prostějov (2015/2016)
- HC Oceláři Trzyniec (2013-2014, 2015/2016)
- SKLH Žďár nad Sázavou (2018-2019)
- SHK Hodonin (2018-2019)
- Podhale Nowy Targ (2019-2020)
- Cracovia (2020-2021)
- Podhale Nowy Targ (2021)
- HK Nový Jičín (2021-)

Wychowanek i wieloletni zawodnik HC Oceláři Trzyniec. W 2015 przeszedł do Orli Znojmo. Po dwóch latach, w 2019 powrócił do Witkowic. Latem 2019 przeszedł do Podhala Nowy Targ. 14 listopada 2019 zdobył dla tej drużyny gola numer 10 000 w historii. W czerwcu 2020 został zawodnikiem Cracovii w Polskiej Hokej Lidze. Po sezonie 2020/2021 odszedł z klubu. W sierpniu 2021 ponownie został zaangażowany przez Podhale. W połowie października 2021 odszedł z klubu. W listopadzie przeszedł do HK Nový Jičín.
W wieku juniorskim występował w kadrach Czech do lat 16, do lat 17, do lat 18 i do lat 20.

## Sukcesy
Klubowe
- Awans do 1. ligi czeskiej: 2016 z HC Frýdek-Místek
- Srebrny medal mistrzostw Polski: 2021 z Cracovią

Indywidualne
- Mistrzostwa Czech do lat 20 edycji 2015/2016:
  - Pierwsze miejsce w klasyfikacji strzelców zwycięskich goli meczowych w sezonie zasadniczym: 6 goli
- 2. liga czeska (Wschód) edycji 2018/2019:
  - Pierwsze miejsce w klasyfikacji strzelców w sezonie zasadniczym: 33 gole